# Geminiano Brasil de Oliveira Góis
Geminiano Brasil de Oliveira Góis (1844 — 1904) foi um político brasileiro.
Foi presidente das províncias de Alagoas, de 26 de março a 8 de novembro de 1886, e da Paraíba, de 11 de novembro de 1886 a 10 de outubro de 1887.